# Erträumtes
Erträumtes è un film muto del 1918 diretto da Adolf Gärtner.

## Produzione
Il film fu prodotto da Erik Lund per la Ring-Film GmbH (Berlin).

### Cast
Eva May (1902-1924): Figlia del regista (e produttore) Joe May e dell'attrice Mia May, esordì sullo schermo a dodici anni. Ritornò a recitare di nuovo con questo film, intraprendendo una breve carriera che l'avrebbe portata a diventare un volto noto del cinema tedesco. Ai suoi primi passi nell'industria cinematografica anche Erik Lund, il produttore, che sposò l'attrice. Con lui nelle vesti di regista, i due girarono diversi film insieme finché il loro matrimonio non fallì. Lei si sposò ancora due volte prima di suicidarsi a ventidue anni.

## Distribuzione
Uscì nelle sale cinematografiche tedesche nell'ottobre 1918. A Berlino, con il visto di censura No. 42465, il film fu vietato ai minori.